# 梅林茂
梅林 茂（うめばやし しげる、1951年2月19日 - ）は、日本の作曲家、音楽プロデューサー。福岡県北九州市出身。

## 人物
ニュー・ウェイヴ・ロックバンド「EX（エックス）」のリーダー（ギターとボーカルを担当）として活動。1980年代初期のエリック・クラプトンの日本ツアーではバックバンドを務め、スネークマンショーなどにも参加した。
1985年のEX解散後は、映画音楽の道へ進み、日本映画のみならず、台湾や香港などアジア圏の映画にも音楽を提供している。近年は、ヨーロッパやハリウッド映画にも活動の場を広げる。現在に至るまで長年、御茶ノ水にある文化学院で講師を務めている。長男は『ユーリ!!! on ICE』や『スペース☆ダンディ』の音楽を担当している作曲家の梅林太郎。
2023年、第18回ローマ国際映画祭で、「東洋と西洋の合流点に位置する作品」を生み出したとして、生涯功労賞を受賞した。

## ディスコグラフィ

### シングル
- Birthday(1986)：TDK カセットテープ AE CMソング

### アルバム
- BAZAAR(1986)
- UME(1988)

## 劇伴 【映画・テレビ・ゲーム音楽】
- 松本清張の断線(1983)
- いつか誰かが殺される(1984)
- それから(1985)
- 友よ、静かに瞑れ(1985)：毎日映画コンクールおよび日本アカデミー賞音楽賞
- そろばんずく(1986)
- 紳士同盟(1986)
- 恐怖のヤッちゃん(1987)
- 悲しい色やねん(1988)
- 危ない話(1989)
- 華麗なる追跡 THE CHASER(1989)
- 鉄拳(1990)
- 香港パラダイス(1990)
- ベレッタM92F 凶弾(1990)
- 王手(1991)
- ご挨拶(1991)
- 夢二(1991)
- 悪役商会 狼たちの仁義(1991)
- 病は気から 病院へ行こう2(1992)
- ありふれた愛に関する調査(1992)
- J・MOVIE・WARS 殺し屋アミ(1993)
- 眠らない街・新宿鮫(1993)
- トカレフ(1994)
- 居酒屋ゆうれい(1994)
- N。45 (1994)
- 激安王 通天の角 (1994)
- よい子と遊ぼう (1994)
- ナチュラル・ウーマン(1994)
- BOXER JOE(1995)
- Zero WOMAN 警視庁0課の女(1995)
- 南京の基督(1995)
- 汚い奴(1995)
- ドラマ新銀河「この指とまれ!!」(1995、NHK大阪)
- 雲霧仁左衛門(1995 - 1996)
- 連続テレビ小説「ふたりっ子」(1996、NHK大阪)
- 走らなあかん 夜明けまで(1996)
- 新 居酒屋ゆうれい(1996)
- ドラマ新銀河「この指とまれ2」(1997、NHK大阪)
- 私たちが好きだったこと(1997)
- いちご同盟(1997)
- いさなのうみ(1997)
- ベル・エポック(1998)
- 水曜ドラマの花束「ふたつの愛」(1998、NHK大阪)
- 不夜城 SLEEPLESS TOWN (1998)
- 電脳警察/CYBER SPY (2000)
- 花様年華(2000)
- 光の雨(2001)
- an adolescent 少女(2001)
- 夜間飛行(2001) ：2001年度台湾金馬奨最優秀オリジナル主題歌賞
- 陰陽師(2001)
- 能楽師(2002)
- たまゆらの女〈ひと〉(2002)
- 陰陽師 II(2003)
- 恋の風景(2003)
- LOVERS(2004)
- 火火(2004)
- 2046(2004)
- みやび 三島由紀夫(2005)
- 柳生十兵衛七番勝負(2005)
- 氷の挑発2(2006)
- 王妃の紋章(2006)
- SPIRIT(2006)
- NIGHT HEAD GENESIS(2006)
- デイジー (2006)
  - デイジー アナザー・バージョン
- 柳生十兵衛七番勝負 最後の闘い(2007)
- ハンニバル・ライジング(2007)
- ブローン・アパート(2008)
- ガラス色の恋人(2009)
- 土曜ドラマ「外事警察」(2009)
- 殺人犯(2009)
- シングルマン(2009)
- セカンドバージン (2010)
- 酔拳 レジェンド・オブ・カンフー(2010)
- トリシュナ(2011)
- 曹操暗殺 三国志外伝(2012)
- 狼たちのノクターン 夜想曲(2012)
- 外事警察 その男に騙されるな(2012)
- 書店員ミチルの身の上話(2013)
- グランド・マスター(2013)
- 特集ドラマ「生きたい たすけたい」(2014)
- Crouching Tiger Hidden Dragon: ソード・オブ・デスティニー(2016)
- ワンス・アポン・ア・タイム・イン・上海(2016)
- 戦神 ゴッド・オブ・ウォー(2017)
- Ghost of Tsushima(2020)

## 監督・原案・脚本
- Mogura (1996)